# Colette Georges
Colette Georges (état-civil inconnu) est une comédienne française.

## Biographie
On ne sait pratiquement rien de Colette Georges qui fit une courte carrière au cinéma d'à peine cinq ans entre 1946 et 1950.

## Filmographie
- 1946 : L'Homme au chapeau rond de Pierre Billon : Adélaïde
- 1946 : Martin Roumagnac de Georges Lacombe : la jeune fille
- 1946 : Le silence est d'or de René Clair
- 1947 : Copie conforme de Jean Dréville : la fleuriste de l'hôtel
- 1947 : L'Éventail de Emil Edwin Reinert : une pensionnaire
- 1947 : Bichon de René Jayet : la bonne
- 1948 : À poings fermés, court métrage de Marcel Martin : la soubrette
- 1948 : Crime à la clinique / Meurtre à la clinique, court métrage de Pierre Blondy
- 1948 : Une journée chargée, court métrage -de Henry Lepage
- 1948 : Une paire de gifles, court métrage -de Jean Loubignac
- 1948 : L'échafaud peut attendre de Albert Valentin : la bouquetière
- 1948 : Gigi de Jacqueline Audry : Minouche
- 1948 : Ma tante d'Honfleur de René Jayet
- 1948 : Une femme par jour de Jean Boyer : Aïcha
- 1949 : La petite chocolatière de André Berthomieu : Simone
- 1949 : L'Ange rouge, de Jacques Daniel-Norman : une girl
- 1949 : Pas de week-end pour notre amour de Pierre Montazel : Hélène[2]
- 1949 : Je n'aime que toi de Pierre Montazel : une admiratrice
- 1949 : L'Homme aux mains d'argile de Léon Mathot : une infirmière
- 1949 : L'Auberge du péché de Jean de Marguenat : Claire
- 1949 : Un fin limier, court métrage de Georges Jaffé
- 1950 : La Passante de Henri Calef : Mlle Pomont[3]
- 1950 : La Vie chantée de Noël-Noël